# داکینفیلد
longitudeداکینفیلدlatitudeداکینفیلد
داکینفیلد (به انگلیسی: Dukinfield) یک شهرک در بریتانیا است که در انگلستان واقع شده‌است.

## خصوصیات
داکینفیلد ۱۸٬۸۸۵ نفر جمعیت دارد.